# إشتفان توث
إشتفان توث (بالمجرية: Tóth István)‏ هو مصارع رياضي مجري، ولد في 3 أكتوبر 1951 في سولنوك في المجر.

## وصلات خارجية
- إشتفان توث على موقع قاعدة بيانات المصارعة الدولية (الإنجليزية)
- إشتفان توث على موقع أوليمبيديا (الإنجليزية)
- إشتفان توث على موقع اللجنة الأولمبية المجرية (الهنغارية)